# Lamadeleine-Val-des-Anges
Lamadeleine-Val-des-Anges è un comune francese di 34 abitanti situato nel dipartimento del Territorio di Belfort nella regione Borgogna-Franca Contea.
Il territorio comunale ospita le sorgenti del fiume Madeleine.

## Società

### Evoluzione demografica
Abitanti censiti